# Nikołaj Ratuszny
Nikołaj Timofiejewicz Ratuszny (ros. Николай Тимофеевич Ратушный, ur. 1906 we wsi Papużency k. Humania w guberni kijowskiej, zm. 1958 w Kijowie) – funkcjonariusz radzieckich służb specjalnych, generał major.

## Życiorys
Urodzony w biednej ukraińskiej rodzinie chłopskiej, od stycznia 1929 członek WKP(b), w latach 1930-1932 był przewodniczącym rejonowego związku kołchozów, później pracował w lokalnych zarządach finansowych, od listopada 1938 do stycznia 1941 był zastępcą ludowego komisarza finansów Ukraińskiej SRR. Od stycznia do 28 marca 1941 pomocnik ludowego komisarza spraw wewnętrznych Ukraińskiej SRR, od 28 marca do lipca 1941 zastępca ludowego komisarza spraw wewnętrznych Ukraińskiej SRR Wasilija Siergijenki, 29 marca 1941 awansowany na kapitana bezpieczeństwa państwowego, od lipca 1941 do 30 stycznia 1942 zastępca ludowego komisarza spraw wewnętrznych Ukraińskiej SRR w składzie grupy operacyjnej działającej kolejno w Charkowie, Woroszyłowgradzie i Stalingradzie, 6 września 1941 awansowany na majora bezpieczeństwa państwowego. Od 30 stycznia 1942 do 22 maja 1943 zastępca ludowego komisarza spraw wewnętrznych Ukraińskiej SRR ds. milicji, 14 lutego 1943 awansowany na pułkownika bezpieczeństwa państwowego, od 22 maja 1943 do 2 września 1948 zastępca szefa Zarządu/Głównego Zarządu Jeńców Wojennych i Internowanych NKWD ZSRR, 14 grudnia 1943 mianowany komisarzem bezpieczeństwa państwowego, a 9 lipca 1945 generałem majorem. Od 2 września 1948 do lutego 1949 szef Zarządu Budownictwa nr 791 MWD w Suchumi, od 12 marca do 18 maja 1949 pełnomocnik MWD ZSRR do deportacji "kułaków z rodzinami i rodzin bandytów i nacjonalistów" z Łotewskiej SRR, od 18 maja 1949 do 24 listopada 1951 szef Północnokaukaskiego Okręgowego Zarządu Zaopatrzenia Wojskowego MWD ZSRR, od 24 listopada 1951 do 24 lipca 1952 zastępca szefa, następnie szef Zarządu Zaopatrzenia Wojskowego MWD ZSRR Okręgu Ukraińskiego, od 5 marca 1955 do 4 czerwca 1957 szef Zarządu Służby Lokalnej Obrony Powietrznej MWD Ukraińskiej SRR, następnie zwolniony ze służby.
Jeden ze sprawców zbrodni katyńskiej na polskich oficerach w 1940 roku. 

## Odznaczenia
- Order Czerwonego Sztandaru (22 sierpnia 1944)
- Order Kutuzowa II klasy (21 czerwca 1945)
- Order Czerwonej Gwiazdy (21 lutego 1942)
- Odznaka "Zasłużony Funkcjonariusz NKWD" (dwukrotnie - 4 lutego 1942 i 19 lipca 1944)

I 6 medali.